# Třibřichy

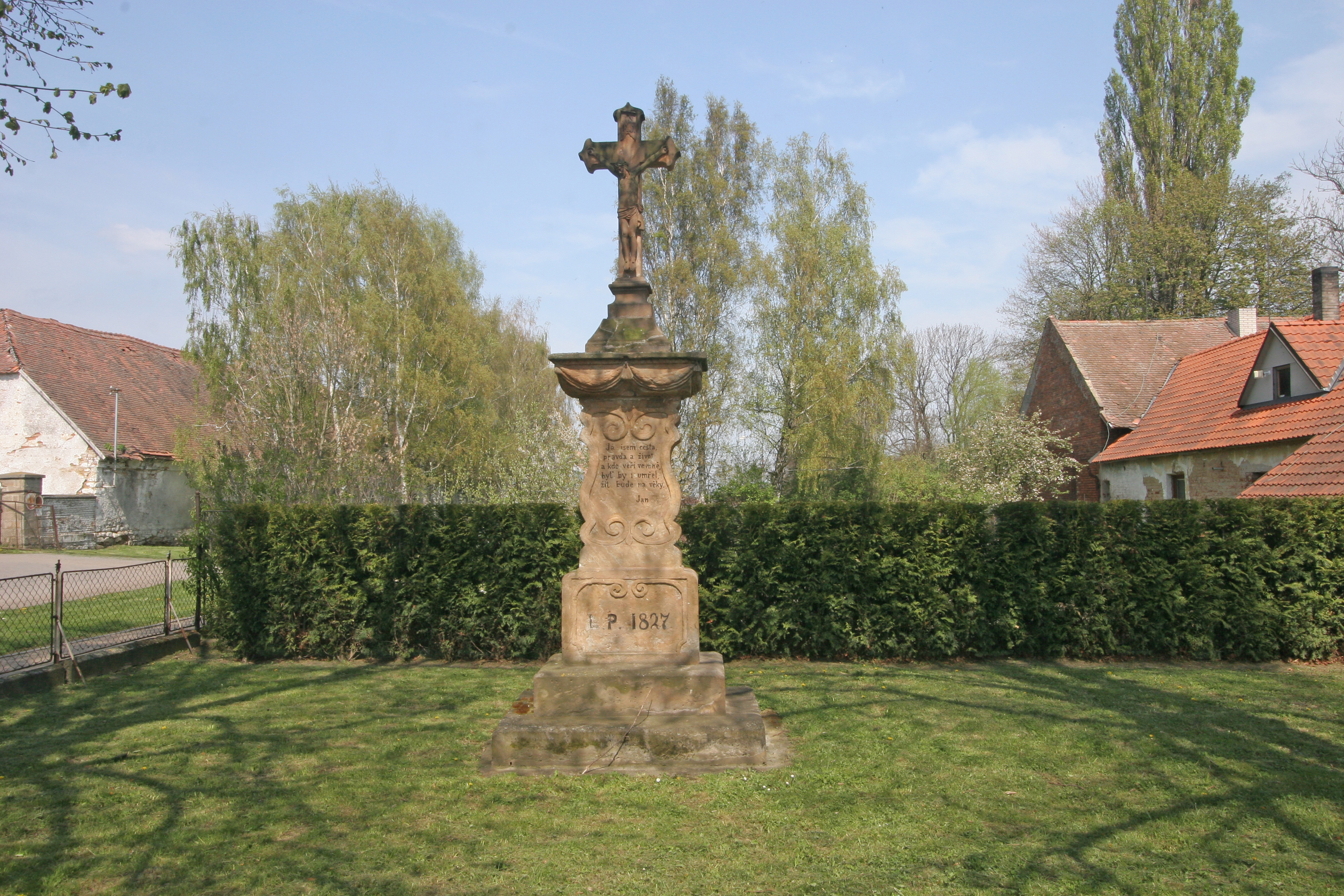
Kreuz

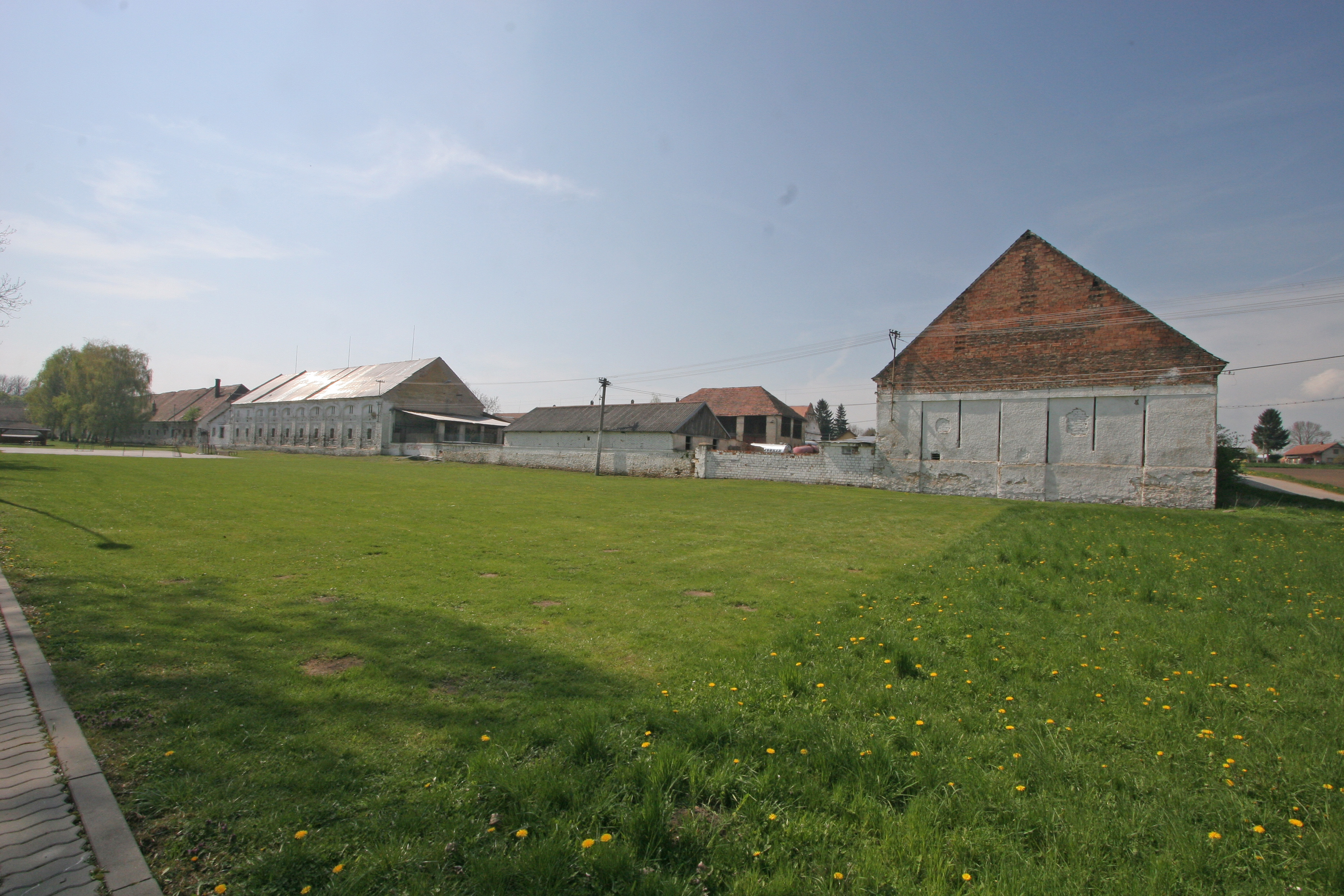
Hof Třibřichy

Třibřichy (deutsch Tribrich, auch Stribrich) ist eine Gemeinde in Tschechien. Sie liegt vier Kilometer nordwestlich des Stadtzentrums von Chrudim und gehört zum Okres Chrudim.

## Geographie
Třibřichy befindet sich am Bach Bylanka auf der Heřmanoměstecká tabule (Hermannstädtler Tafel). Östlich des Dorfes verläuft die Bahnstrecke Havlíčkův Brod–Pardubice, westlich die Bahnstrecke Heřmanův Městec–Borohrádek. Gegen Südosten liegt der Teich Markovický rybník.
Nachbarorte sind Dubany, Třebosice, Dřenice und Na Hrázi im Norden, Blato und Medlešice im Nordosten, Vestec im Osten, Chrudim, Jánské předměstí und Markovice im Südosten, Červenec, Stolany und Bylany im Süden, Nová Doubrava und Heřmanův Městec im Südwesten, Doubrava, Klešice und Rozhovice im Westen sowie Jezbořice und Čepí im Nordwesten.

## Geschichte
Archäologische Funde belegen eine frühzeitliche Besiedlung der Gegend; die meisten der Funde sind der Urnenfelderkultur zuzuordnen.
Die erste schriftliche Erwähnung des Ortes erfolgte 1415 als Sitz des Ritters Kuneš von Třibřich. Die Ritter von Třibřich hielten das Gut bis ins 16. Jahrhundert. Nachfolgender Besitzer war ab 1534 Jiří Moškvic von Moškvice; als Tři břichy 1541 in der Landtafel Burian Anděl von Ronovec zugeschrieben wurde, wurde es als Dorf mit einer Schänke und einer Mühle unter dem großen Fischteich aufgeführt. 1544 erwarb Mikuláš Štítný von Štítné das Gut, danach gehörte es dessen Tochter Johanna und ihrem Mann Peter Hamza von Zábědovice († 1557). Nach Peter Hamzas Tod heiratete die Witwe 1560 ihren Vetter Prokop Štítný von Štítné. Im Urbar von 1560 sind in Třibřichy zehn zinspflichtige Untertanen genannt. Die Güter Morašice und Třibřichy bewirtschaftete die energische Johanna selber, Hrochův Týnec überließ sie ihrem zweiten Mann. Danach erbte Johannas ersteheliche Tochter Eva den mütterlichen Anteil; gemeinsam mit ihrem Mann, dem Hauptmann des Chrudimer Kreises Burian Špetle von Janovice, besaß sie zudem bereits weitere Güter. 1597 vermachte Eva Špetlová ihre Güter Morašice und Třibřichy testamentarisch den Brüdern Myslibor Hamza und Pavel Bořek von Zábědovice. Später erfolgte eine Güterteilung, bei der Jan Hamza Bořek von Zábědovice das Gut Třibřichy und das Patronat über die Kirche St. Markus erhielt. Zusammen mit weiteren 20 protestantischen Adligen trat Jan Hamza 1628 auf Befehl König Ferdinands II. zum Katholizismus über. Seine Witwe Žofie, geborene Bendova von Nečtíny heiratete 1633 Karel Kunata Dobrženský von Dobrženitz auf Worel. Das Gut Třibřichy war zu dieser Zeit zwischen Žofie und ihrer Schwägerin Anna Rodovská († 1634), danach deren Witwer Karel Rodovský von Hustířan strittig, wurde aber schließlich Žofie zugesprochen. Wenig später fiel das Gut Třibřichy Žofies Schwiegersohn Karel Kustoš von Zubří und Lipka († 1652) zu. In der berní rula von 1654 sind für Tři břichy zwei Bauern und neun Chalupner aufgeführt, das dritte Bauerngut lag wüst. Karels Tochter Kateřina Františka verkaufte das Gut Třibřichy mit der Feste und dem Hof, den Dörfern Tři břichy und Dřenice sowie dem Kirchpatronat zu St. Markus 1656 nach Erreichen der Volljährigkeit für 15.476 Rheinische Gulden an ihre Tante Eva Lidmila Kustošová, geborene von Glauchau. Diese heiratete nach dem Tod von Jindřich Kustoš in zweiter Ehe Jan Viktor von Waldstein. Im Jahre 1677 lebten in Tři břichy 55 Personen, Kinder bis zu 12 Jahren waren dabei nicht erfasst. Im Dorf bestand eine Schule, in der ein Schneider Unterricht erteilte. Eva Lidmilas Sohn Ferdinand Leopold Freiherr Kustoš von Zubří und Lipka, der die Güter Třibřichy, Dřenice, Lipka und Mezilesice 1682 geerbt hatte, vereinigte sie zu einer Herrschaft Mezilesice. 1694 vererbte er die Herrschaft  seinem Sohn Ferdinand Adam. Dieser trennte 1715 die Güter Lipka und Třibřichy von der Herrschaft ab und verkaufte sie seiner Schwester Maria Elisabeth Gräfin Millesimo, die sie 1721 an Franz Josef Graf von Schönfeld weiter veräußerte. Schönfeld schlug beide Güter seiner Herrschaft Nassaberg zu. Mit seinem Tod erlosch 1737 das Grafengeschlecht von Schönfeld im Mannesstamme; seine Tochter und Universalerbin Maria Katharina heiratete 1746 Johann Adam von Auersperg, der 1753 nach dem Tod seiner Frau die Herrschaft Nassaberg erbte. Johann Adam von Auersperg ließ 1787 in der Ortsmitte von Třibřichy eine neue einklassige Dorfschule errichten, in die auch die Kinder aus Bylany eingeschult wurden. Im Jahre 1789 bestand Třibřichy aus 17 Häusern. 1795 übernahm Johann Adams Neffe Karl Joseph Franz von Auersperg die Herrschaft für Johann Adams Adoptivsohn und Universalerben Vincenz von Auersperg (1790–1812). Da dieser kurz nach Erreichen der Volljährigkeit verstarb, verwaltete Karl Joseph Franz von Auersperg bis zu seinem Tode im Jahre 1822 zusammen mit der Witwe Gabriela Maria, geborene von Lobkowitz, die Herrschaften Nassaberg, Schleb und Tupadl für den minderjährigen Sohn  Vincenz Karl Joseph von Auersperg (1812–1867). 1832 starben in dem Dorf acht Menschen an der Cholera.
Im Jahre 1835 bestand das im Chrudimer Kreis gelegene Dorf Střibřich aus 32 Häusern, in denen 320 Personen, darunter zwei protestantische Familien, lebten. Im Ort gab es eine Schule, ein Beamtenhaus, einen Meierhof, eine Schäferei, ein Forsthaus sowie einen Fasangarten mit wildem Aufzug. die Střibřicher Teiche waren trockengelegt und in Ackerland umgewandelt. Pfarrort war Chrudim. Bis zur Mitte des 19. Jahrhunderts blieb Střibřich der Allodialherrschaft Nassaberg untertänig.
Nach der Aufhebung der Patrimonialherrschaften bildete Střibřichy ab 1849 mit dem Ortsteil Markovice eine Gemeinde im Gerichtsbezirk Chrudim. Ein erneuter Choleraausbruch forderte im selben Jahr 28 Opfer. 1859 wurde ein neues Schulhaus errichtet. Das Grollen der Geschütze der Schlacht bei Königgrätz war Anfang Juli 1866 in dem Dorf deutlich zu vernehmen; nachdem in Střibřichy die Nachricht von der Niederlage der österreichischen Armee eingetroffen war, flohen vor allem die jüngeren Männer in die Eisengebirgswälder bei Rabštejn. Ab 1868 gehörte die Gemeinde zum Bezirk Chrudim. Der Bylaner Gutsverwalter Jan Čihák ließ 1888 beim Haus Nr. 12 am südlichen Ortsausgang an der Bylanka eine Flöße mit Staubecken sowie eine Röhrentour zum Teich auf dem Střibřicher Dorfplatz anlegen, um darin Fische zu züchten; wegen des zu geringen Gefälles war die Rohrleitung jedoch bereits nach zwei Jahren zugesetzt. 1890 lebten in den 31 Häusern des Dorfes 437 Menschen. Im selben Jahr  erfolgte die Gründung der Freiwilligen Feuerwehr.  1895 wurde die Schule für den dreiklassigen Unterricht erweitert, zu dieser Zeit besuchten im Durchschnitt 165 Kinder den Unterricht. Alois Kučera gründete eine Ziegelei im Ringofen, die nach der Machtübernahme der Kommunisten den Betrieb einstellte. Am 19. September 1896 breitete sich in Střibřichy ein Großfeuer aus, das 11 Häuser zerstörte. Der Wiederaufbau erfolgte auf der Grundlage eines Regulierungsplans, der für die neuen Häuser andere Standorte festlegte; dadurch veränderte sich das Ortsbild grundlegend. 1899 erhielt das Dorf eine Straßenanbindung. Seit dem Beginn des 20. Jahrhunderts wird der Ortsname Třibřichy verwendet. Zu dieser Zeit entstand am südwestlichen Ortsausgang von Dřenice – auf Třibřicher Gemarkung – eine neue Kolonie, die von der Dřenicer Bevölkerung wegen der kleinen Siedlungshäuser in Anlehnung auf das 1908 bei der Prager Jubiläumsausstellung präsentierte Abessinierdorf den Namen Habeš erhielt; die Kolonie Habeš wurde später im Zuge einer Katasterbereinigung nach Dřenice umgegliedert, der Name Na Habeši hat sich bis heute erhalten. Während des Ersten Weltkrieges übersiedelten im Jahre 1915 32 polnische Juden nach Třibřichy und lebten von staatlicher Unterstützung. Beim Zensus von 1921 lebten in den 30 Häusern von Třibřichy 455 Personen, Markovice bestand aus 12 Häusern und 110 Einwohner. 1964 erfolgte der Zusammenschluss mit Dřenice zu einer Gemeinde Dřenice-Třibřichy. Mit Beginn des Jahres 1974 wurde die Gemeinde Dřenice-Třibřichy aufhoben und die zugehörigen Dörfer Dřenice, Markovice und Třibřichy nach Bylany eingemeindet. Die Schule wurde 1978 geschlossen. Seit dem 1. März 1990 besteht die Gemeinde Třibřichy wieder. Seit 2003 führt die Gemeinde ein Wappen und Banner.

## Gemeindegliederung
Für die Gemeinde Třibřichy sind keine Ortsteile ausgewiesen.

## Sehenswürdigkeiten
- Steinernes Kreuz aus dem Dorfplatz, errichtet 1827
- Gedenkstein für die Gefallenen des Ersten Weltkriegs, geweiht 1936, es stand ursprünglich vor der Schule und wurde später an den jetzigen Standort vor dem Gemeindeamt versetzt.